# سيرفيليو دي أوليفيرا
سيرفيليو دي أوليفيرا (بالبرتغالية: Servílio de Oliveira‏) (مواليد 6 مايو 1948) هو ملاكم برازيلي، مثّل بلاده في الألعاب الأولمبية الصيفية 1968 وحقق الميدالية البرونزية في فئة وزن الذبابة.

## روابط خارجية
سيرفيليو دي أوليفيرا على موقع بوكس ريك (الإنجليزية) (registration required)
- سيرفيليو دي أوليفيرا على موقع أوليمبيديا (الإنجليزية)
- سيرفيليو دي أوليفيرا على موقع اللجنة الأولمبية البرازيلية (البرتغالية)